# جاناتان تورس (بازیکن فوتبال، زاده ۱۹۷۷)
جاناتان تورس (انگلیسی: Jonathan Torres؛ زادهٔ ۱۱ دسامبر ۱۹۷۷) بازیکن فوتبال اهل اسپانیا است.
از باشگاه‌هایی که در آن بازی کرده‌است می‌توان به باشگاه فوتبال لاس پالماس اشاره کرد.